# Енарета
Енаре́та (дав.-гр. Ἐναρέτη) — персонаж давньогрецької міфології, дочка Деймаха, дружина Еола. Мала з ним дітей Перієра, Кретея, Сізіфа, Атаманта, Салмонея, Деіона, Магнета, Макарея, Етлея, Канаку, Алкіону, Пісідіку, Каліку, Перімеду, Танагру, Арну. 